# Rundhøjkollegiet
Rundhøjkollegiet er et kollegium i Rundhøjparken (Rundhøj Allé) i Holme i det sydlige Aarhus. Kollegiet, der er en afdeling i Højbjerg Andelsboligforenig, har 69 værelser. 
Alle værelser har eget toilet, bad og køkken. kollegiet blev renoveret i 2007. 
Tildeling af værelser sker gennem Kollegiekontoret.
56°7′11.64″N 10°10′32.13″Ø / 56.1199000°N 10.1755917°Ø
|  | Denne artikel om en virksomhed kan blive bedre, hvis der indsættes et (bedre) billede. Du kan hjælpe ved at afsøge Wikimedia Commons for et passende billede eller lægge et op på Wikimedia Commons med en af de tilladte licenser og indsætte det i artiklen. |